# Pascua-Yaqui-reservatet
Pascua-Yaqui-reservatet er et indianerreservat med hovedsæde 7 km sydvest for Tucson i Arizona, USA. Reservatet er Arizonas nyeste.
Placering: 216 km sydvest for Phoenix i Pima County.
Stamme: Yaqui. Kendt for: Deer Dance-statuer og børnekulturtegninger.